# Gradiënt (wiskunde)

De gradiënt van de functie f(x,y) = − (cos^{2} x + cos^{2} y)^{2} voorgesteld als een projectie van het vectorveld op het xy-vlak

In de wiskundige analyse geeft de gradiënt van een functie van meer veranderlijken, een scalair veld, de richting aan waarin die functie het sterkst varieert, en de grootte van de variatie. De gradiënt, die in gewone cartesische coördinaten de vector is van partiële afgeleiden, is de generalisatie in meer dimensies van het begrip afgeleide. De gradiënt is formeel hetzelfde als de meerdimensionale afgeleide van {\displaystyle f}.
Met ieder vectorveld in de {\displaystyle \mathbb {R} ^{n}} komt een richtingsafgeleide van {\displaystyle f} in {\displaystyle a} overeen. Als {\displaystyle f} differentieerbaar is in {\displaystyle a}, bepaalt de gradiënt de maximale waarde van deze richtingsafgeleide.

## Definitie
Onder de gradiënt van een reële functie {\displaystyle \mathbf {f} } van {\displaystyle n} reële variabelen {\displaystyle x_{1},x_{2},\ldots ,x_{n}} in een punt {\displaystyle a} van de {\displaystyle \mathbb {R} ^{n}} verstaat men de vector {\displaystyle \mathrm {grad} \ \mathbf {f} } met als elementen de partiële afgeleiden van {\displaystyle \mathbf {f} } in {\displaystyle a}, dus:
{\displaystyle \mathrm {grad} \ \mathbf {f} =\left({\frac {\partial f}{\partial x_{1}}},{\frac {\partial f}{\partial x_{2}}},\ldots ,{\frac {\partial f}{\partial x_{n}}}\right)}
De gradiënt wordt in het algemeen met de formele operator nabla genoteerd:
{\displaystyle \mathrm {grad} \ \mathbf {f} =\nabla \mathbf {f} }
Als de {\displaystyle n} partiële afgeleiden in een open deelverzameling {\displaystyle U} van {\displaystyle \mathbb {R} ^{n}} bestaan, bepaalt de gradiënt van {\displaystyle \mathbf {f} } een vectorveld op {\displaystyle U}.
De gradiënt wordt gebruikt bij de definitie van de divergentie en de rotatie. Gegeven een vectorveld {\displaystyle \mathbf {V} } is {\displaystyle \operatorname {div} \mathbf {V} =\nabla \cdot \mathbf {V} } en {\displaystyle \operatorname {rot} \mathbf {V} =\nabla \times \mathbf {V} }. De divergentie is een scalair, de rotatie is net zoals de gradiënt een vector.

## Voorbeeld
Voor de driedimensionale functie {\displaystyle f\colon \mathbb {R} ^{3}\to \mathbb {R} } is dus:
{\displaystyle \mathrm {grad} f=\nabla f=\left({\frac {\partial f}{\partial x}},{\frac {\partial f}{\partial y}},{\frac {\partial f}{\partial z}}\right)}
Stel dat {\displaystyle f} wordt gegeven door:
{\displaystyle f(x,y,z)=x^{6}-y-xz}
dan wordt de gradiënt van {\displaystyle f} gegeven door:
{\displaystyle \nabla f=(6x^{5}-z,-1,-x)},
wat een vectorveld in drie dimensies voorstelt.

## Gekromde ruimten
Op een algemene gladde variëteit noteert men {\displaystyle \mathrm {d} f} voor de eenvorm (covectorveld) waarvan de elementen ten opzichte van een gegeven coördinatenstelsel, de partiële afgeleiden zijn van {\displaystyle f} in dat coördinatenstelsel.
Op een riemann-variëteit levert de metrische tensor {\displaystyle g} een eenduidig verband tussen covectoren en vectoren, zodat de gradiënt daar opnieuw als een vectorveld kan worden opgevat:
{\displaystyle g(\nabla f,v)=(\mathrm {d} f)(v)=\sum _{i}{\partial f \over \partial x^{i}}v^{i}}